# Floriade 1972
De Floriade 1972 was de 5e editie van de wereldtuinbouwtentoonstelling (AIPH) en de 2e in Nederland. Deze eerste Amsterdamse Floriade duurde van 30 maart tot 1 oktober in 1972 en was toen de drukst bezochte tuinbouwtentoonstelling ooit ter wereld gehouden.
Het hiervoor aangelegde Amstelpark besloeg een gedeelte van het tentoonstellingsterrein van 700.000 m². Ook het Beatrixpark, de Amstelhal van de RAI Amsterdam en een deel van het dijklichaam waarop later de Ringweg Zuid en het Station Amsterdam RAI werden aangelegd, waren onderdeel van de Floriade. De terreinen werden via trappen verbonden met het nog ongebruikte zuidelijke gedeelte van de Europaboulevardbrug en er was een kabelbaan tussen het Beatrixpark en het begin van het Amstelpark en er waren expocars. In het Amstelparkdeel was een smalspoorlijn aangelegd en stond een panoramagondel.
Na de sluiting van de Floriade bleef een fraai Amstelpark over, waar een groot deel van de voorzieningen die voor het evenement waren aangelegd aanwezig bleef. Hiertoe behoren de Amsteltrein, een doolhof, een rosarium, een oranjerie, het Glazen Huis, kassen, een midgetgolfbaan, de Rododendronvallei, het Verlaten Land, Parkgalerie Papillot en een grote speeltuin voor kinderen.
De grote fontein, aangedreven door tien waterpompen en aangelicht door veertig schijnwerpers, werd voor 70.000 gulden aan de gemeente Maastricht verkocht, die de fontein in een vijver plaatste bij het rondeel De Vijf Koppen.

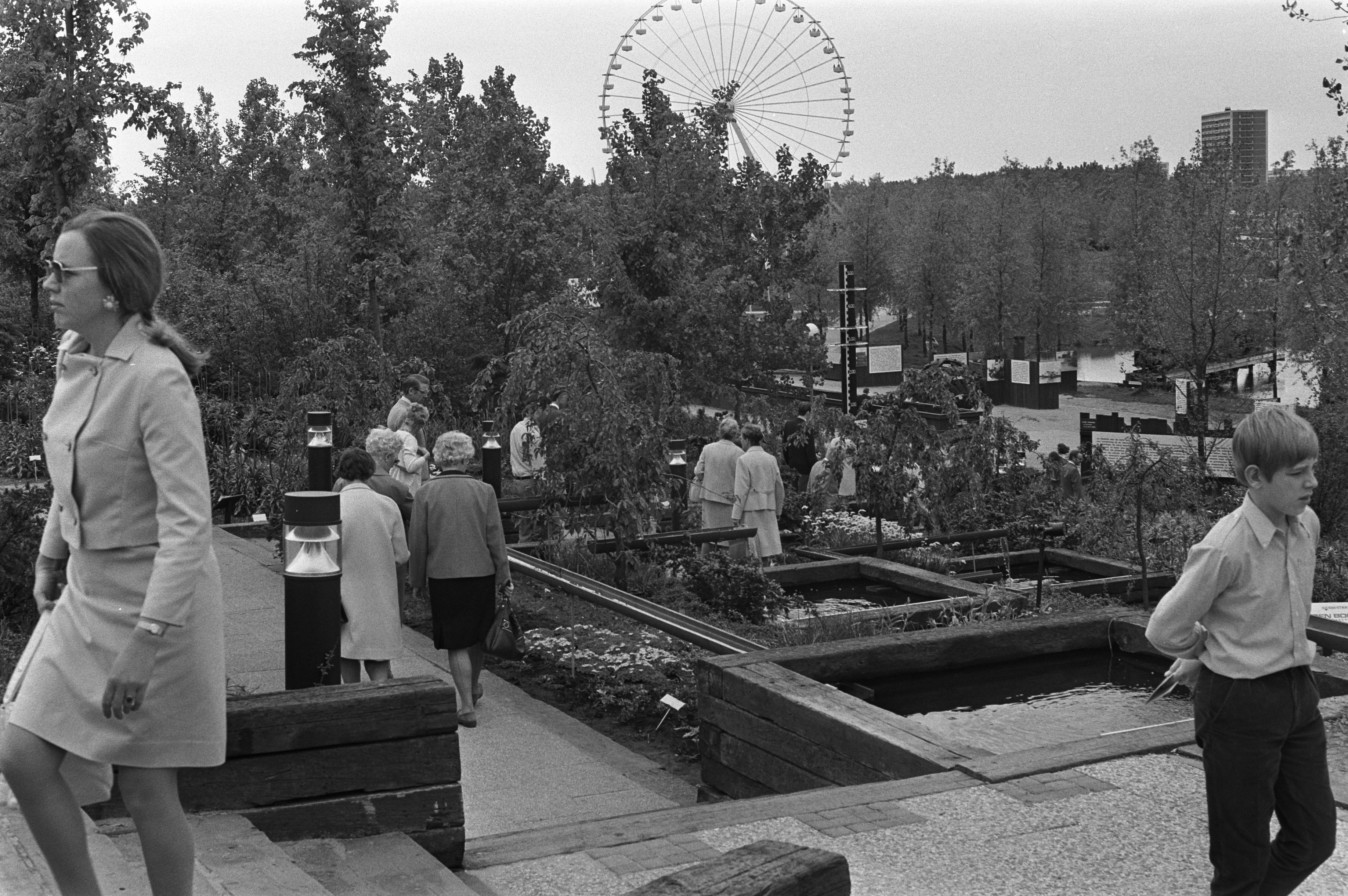
Bezoekers in de terrastuinen op het dijklichaam.
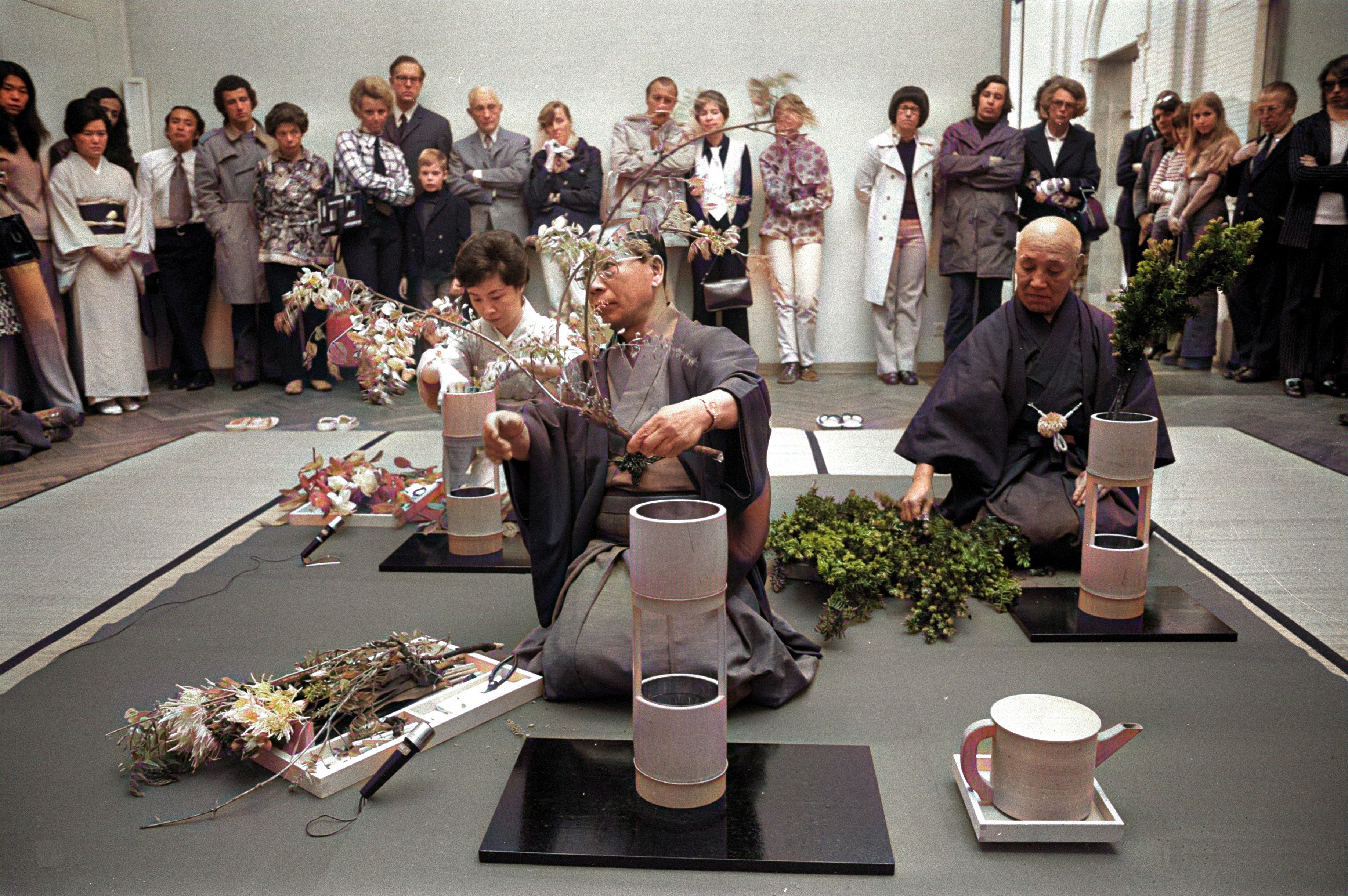
Ikebana-demonstratie in het Stedelijk Museum.